# 86-та піхотна дивізія (Третій Рейх)
Шаблон:86-та дивізія
86-та піхотна дивізія (Третій Рейх) (нім. 86. Infanterie-Division) — піхотна дивізія Вермахту за часів Другої світової війни. 3 листопада 1943 після розгрому в боях на Східному фронті переформована на корпусну групу «E».

## Історія
86-та піхотна дивізія була сформована 26 серпня 1939 під час 2-ї хвилі мобілізації Вермахту.

## Райони бойових дій
- Німеччина (Західний Вал) (серпень 1939 — травень 1940);
- Франція (травень 1940 — червень 1941);
- Німеччина (Східна Пруссія) (червень 1941);
- СРСР (центральний напрямок) (червень 1941 — листопад 1943).

## Командування

### Командири
- генерал-майор, з 1 жовтня 1940 генерал-лейтенант Йоахім Віттгефт (нім. Joachim Witthöft) (26 серпня 1939 — 1 січня 1942);
- генерал-майор, з 1 січня 1943 генерал-лейтенант Гельмут Вайдлінг (нім. Helmuth Weidling) (1 січня 1942 — 15 жовтня 1943).

## Участь у військових злочинах
19 червня 1940 солдати 41-го та 167-го піхотних полків дивізії влаштували масові розстріли французьких військовослужбовців зі складу 14-го колоніального Сенегальського піхотного полку (фр. 14e régiment de tirailleurs sénégalais), що комплектувався уродженцями французької колонії Сенегалу.